# 2 horas sem fazer nada
"2 horas sem fazer nada" (em indonésio:  2 Jam Nggak Ngapa-ngapain) é um vídeo viral de duas horas criado pelo YouTuber Muhammad Didit, em 10 de julho de 2020. O vídeo mostra Didit olhando para a câmera em seu quarto por duas horas. Embora originalmente fosse um vídeo de 10 minutos, ele se tornou involuntariamente mais longo. O vídeo se tornou viral e atualmente tem mais de três milhões de visualizações.

## Resumo e produção
O vídeo de 2 horas, 20 minutos e 52 segundos apresenta um jovem de 21 anos, Muhammad Didit, em seu quarto sentado no chão olhando para o nada. Um espectador contou Didit piscando 362 vezes. O vídeo é filmado entre 23h e 1h, horário local, com preparação começando 30 minutos antes. Didit originalmente planejou que o vídeo tivesse apenas 10 minutos de duração, mas depois se viu sentado mais tempo do que o esperado. Vídeos semelhantes, como "Não assista a este vídeo" (Jangan Ditonton Dah), "3 horas em silêncio" (3 Jam Diem Doang), e "3 horas sem fazer nada" (3 Jam Ga Ngapa-ngapain), foram publicados por outros YouTubers indonésios. Didit afirmou que temia continuamente que seus pais o chamassem para fora de seu quarto enquanto o vídeo estava sendo gravado. Ele afirmou que "se eu não responder, terei problemas." Ele afirmou que o vídeo é sarcástico, em resposta aos internautas indonésios que continuamente reclamam da falta de conteúdo "educacional" na Internet. Ele espera que os espectadores "se divirtam e se beneficiem com este vídeo."

## Viralização e recepção
O vídeo se tornou viral, ele recebeu 1,7 milhão de visualizações em 10 de julho, o dia de seu lançamento, e a India.com relatou 2 milhões de visualizações em 3 de agosto de 2020. No final de agosto de 2020, o vídeo recebeu mais de 3 milhões de visualizações com 87.000 curtidas. Didit afirmou que não esperava tanta atenção, dizendo que o vídeo é destinado apenas a seus inscritos. A revista Vice considerou o vídeo uma tendência na Indonésia, mas encontrou vídeos internacionais semelhantes, como "Não fazer nada por 8 horas seguidas" e Sentado e sorrindo. O vídeo foi considerado como "uma das melhores coisas da internet, e [pessoas ao redor do mundo] ficam surpresos que um vídeo de um cara aleatório sem fazer nada por duas horas seja interessante o suficiente para obter milhões de acessos". A publicação digital World of Buzz comparou Didit com o comediante Russell Peters. UNILAD disse que os "pais em todo o mundo dizem a mesma coisa: 'Você não pode simplesmente sentar o dia todo sem fazer nada.' [...] No entanto, um homem (Didit) contrariou o ditado com seu último vídeo."
A própria seção de comentários, com pessoas de vários países, recebeu atenção. Uma pessoa sugeriu que Didit registrasse o vídeo para o Cannes Film Festival.

## Adaptações
Um jogo para celular com o mesmo nome foi lançado no Google Play Store por uma pessoa usando o nome "Hepitier", o número de downloads atingiu 10.000 no início de agosto. O jogo mostra um homem em um fundo branco fazendo o que Didit fez, com um cronômetro abaixo. O site de notícias Suara.com afirmou que o jogo "simula como se você estivesse lá, por 2 horas, sem fazer nada." Os desenvolvedores disseram que o jogo é capaz de desviar os usuários do mundo real, por exemplo, da dor, náusea, fome e fadiga.